# George Suri
George Suri (Honiara, 16 luglio 1982) è un calciatore salomonese, difensore del Koloale.

## Carriera

### Nazionale
Tra il 2002 e il 2011 ha giocato 22 partite per la Nazionale salomonese.